# Nozzman
Nozzman is het pseudoniem van de Nederlandse cartoonist Bram van Rijen (geb. 1977).
Nozzman publiceert zijn cartoons onder andere op zijn website, op Flickr en de website van Radio 538 en in NRC Next, Veronica Magazine en het Technisch Weekblad. Verder maakte hij illustraties voor Ministerie van Justitie en OCW, Propria Cures en vanaf 2009 de DirkJan Scheurkalender. Nozzman tekende het hoesje van en een boekje bij een cd van de Bazzookas. Op 22 januari 2012 zal hij in Paradiso bij een concert van Bazzookas tekeningen maken die geprojecteerd zullen worden op een videoscherm. Nozzman is ook actief als cartoonjockey, waarbij hij samen met andere tekenaars live tekent op muziek of tijdens evenementen.

## Publicaties
Vaste publicaties cartoons
- Radio 538 - 2003-
- Veronica Magazine - 2009-
- nrc.next - 2006-2008
- Technisch Weekblad - 2007-

Albums uitgegeven door uitgeverij Silvester Strips:
- Nozzman #1 – 2007
- Nozzman #2 – 2008
- Nozzman #3 – 2009
- Nozzman #4 – 2010

## Trivia
- Tekende jarenlang de illustraties bij de columns van Nico Dijkshoorn in het blad Soft Secrets
- Exposeerde in 2008 zijn werk op de expositie 'Strip en Kunst' in Singer (Laren)